# Nguyễn Hoàng Đức (cầu thủ bóng đá)
Nguyễn Hoàng Đức (sinh ngày 11 tháng 1 năm 1998) là một cầu thủ bóng đá chuyên nghiệp người Việt Nam hiện đang thi đấu ở vị trí tiền vệ cho câu lạc bộ V.League 2 Phù Đổng Ninh Bình và đội tuyển bóng đá quốc gia Việt Nam. Nổi tiếng nhờ lối chơi giàu kỹ thuật, nhãn quan chiến thuật siêu hạng và khả năng kiểm soát bóng tốt, anh được đánh giá là một trong những cầu thủ Việt Nam xuất sắc nhất trong thế hệ của mình.

## Tiểu sử
Nguyễn Hoàng Đức sinh ngày 11 tháng 1 năm 1998 tại xã Cẩm Hoàng, huyện Cẩm Giàng, tỉnh Hải Dương (nay là xã Cẩm Giang), thành phố Hải Phòng. Từ nhỏ, anh đã rất đam mê bóng đá đến độ từng mải mê chơi mà quên ăn quên ngủ. Nguyễn Hoàng Đức bắt đầu đá bóng từ năm học lớp 2. Khi đó, cậu cùng các bạn thường xuyên rủ nhau ra góc phố để đá bóng sau mỗi giờ cơm trưa. Chỉ 2 năm sau đó, năng khiếu bóng đá của Đức được các thầy ở Trung tâm Đào tạo bóng đá trẻ Hải Dương phát hiện và ngỏ ý muốn đưa vào trung tâm tập luyện. Ở đây, anh được các thầy đánh giá cao ở kỹ thuật thi đấu và ý chí phấn đấu vươn lên, luôn được các thầy giao giữ chức đội trưởng của đội khi tham gia các giải đấu thiếu niên.
Tại giải U-19 Quốc Gia 2016 tổ chức tại Nha Trang, cầu thủ quê Hải Dương đã để lại những đấu ấn đậm nét trong mùa giải này và được bầu chọn là cầu thủ xuất sắc nhất giải.

## Sự nghiệp câu lạc bộ

### Viettel
Năm 2017 Nguyễn Hoàng Đức chính thức gia nhập câu lạc bộ Viettel. Với chiều cao ấn tượng cùng với lối đá chân trái khéo léo có một không hai, anh được huấn luyện viên đưa vào đá ở vị trí tiền vệ. Anh thường xuyên nằm trong đội hình thi đấu chính tại của câu lạc bộ.
Năm 2018, Nguyễn Hoàng Đức thi đấu rất bùng nổ. Anh đá chính 17 trong tổng số 18 trận ở nhiều vị trí khác nhau, ghi được 9 bàn thắng và có 3 kiến tạo để giúp Viettel vô địch V.League 2 2018, qua đó thăng hạng V.League 1 2019. Cá nhân anh cũng được bình chọn là cầu thủ xuất sắc nhất mùa giải.
Năm 2020, anh thi đấu bùng nổ, là 1 trong những nhân vật chủ chốt của Viettel và cùng Viettel vô địch V.League 1 2020, về nhì cúp Quốc gia 2020.
Đầu năm 2021, anh cùng Viettel về nhì giải Siêu cúp Quốc gia 2020, sau khi để thua câu lạc bộ Hà Nội với tỉ số tối thiểu 1-0. Mùa giải 2021 đi được đến hết vòng 12 thì bị dừng và kết quả là hủy giải đấu vì sự trở lại của đại dịch Covid-19 ở Việt Nam. Ở giải đấu AFC Champions League 2021, anh thi đấu khá ấn tượng, thi đấu cả 6 trận và ghi được 1 bàn thắng.

## Sự nghiệp quốc tế

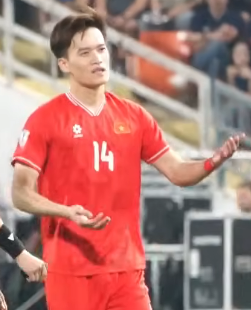
Hoàng Đức thi đấu ở trận chung kết Giải vô địch bóng đá ASEAN 2024.

Anh được triệu tập vào đội hình đội U-20 Việt Nam tham dự Vòng chung kết Giải vô địch bóng đá U-20 thế giới 2017 tại Hàn Quốc.
Ở lượt trận cuối bảng K vòng loại Giải vô địch bóng đá U-23 châu Á 2020, anh ghi bàn thắng đầu tiên trong màu áo U-23 Việt Nam, đó là cú volley nâng tỉ số lên 2-0 trong chiến thắng đậm đà chung cuộc với tỉ số 4-0 trước U-23 Thái Lan. Ở Sea Games 30 tại Philippines, anh chơi nổi bật và có một bàn thắng giúp U22 Việt Nam ngược dòng thành công trước U22 Indonesia, sau đó anh cùng các đồng đội đăng quang vô địch giải đấu khi gặp lại chính đổi thủ này ở chung kết.
Ở giai đoạn 2 của vòng loại thứ 2 World Cup 2022, Hoàng Đức lần đầu tiên được đá chính trong một trận đấu chính thức của đội tuyển Việt Nam trước Malaysia khi Quang Hải bị án treo giò, và chấn thương của Hùng Dũng đã phần nào giúp anh có cơ hội thể hiện nhiều hơn. Kể từ đó anh luôn đá chính cho đội tuyển trong các trận đấu ở vòng loại thứ 3 và có màn thể hiện xuất sắc, ghi điểm với các câu lạc bộ châu Á.

## Thống kê sự nghiệp

### Câu lạc bộ
| Câu lạc bộ            | Mùa giải              | Giải vô địch          | Giải vô địch | Giải vô địch | Cúp quốc gia | Cúp quốc gia | Châu lục | Châu lục | Khác | Khác | Tổng cộng | Tổng cộng |
| Câu lạc bộ            | Mùa giải              | Giải đấu              | Trận         | Bàn          | Trận         | Bàn          | Trận     | Bàn      | Trận | Bàn  | Trận      | Bàn       |
| --------------------- | --------------------- | --------------------- | ------------ | ------------ | ------------ | ------------ | -------- | -------- | ---- | ---- | --------- | --------- |
| Viettel               | 2017                  | V.League 2            | 8            | 0            | 2            | 1            | —        | —        | —    | —    | 10        | 1         |
| Viettel               | 2018                  | V.League 2            | 17           | 9            | 1            | 0            | —        | —        | —    | —    | 18        | 9         |
| Viettel               | 2019                  | V.League 1            | 23           | 1            | 1            | 0            | —        | —        | —    | —    | 24        | 1         |
| Viettel               | 2020                  | V.League 1            | 17           | 2            | 5            | 0            | —        | —        | 1    | 0    | 23        | 2         |
| Viettel               | 2021                  | V.League 1            | 12           | 1            | —            | —            | 6        | 1        | —    | —    | 18        | 2         |
| Viettel               | 2022                  | V.League 1            | 23           | 6            | 2            | 0            | 4        | 0        | —    | —    | 0         | 0         |
| Viettel               | 2023                  | V.League 1            | 20           | 5            | 5            | 1            | —        | —        | —    | —    | 0         | 0         |
| Viettel               | 2023–24               | V.League 1            | 24           | 2            | 3            | 0            | —        | —        | —    | —    | 0         | 0         |
| Viettel               | 2024–25               | V.League 1            | 4            | 0            | 0            | 0            | —        | —        | —    | —    | 0         | 0         |
| Phù Đổng Ninh Bình    | 2024–25               | V.League 2            | 10           | 3            | 0            | 0            | —        | —        | —    | —    | 0         | 0         |
| Tổng cộng nghề nghiệp | Tổng cộng nghề nghiệp | Tổng cộng nghề nghiệp | 77           | 13           | 9            | 1            | 6        | 1        | 1    | 0    | 93        | 15        |

### Quốc tế
Tính đến 5 tháng 1 năm 2025
| Việt Nam | Việt Nam | Việt Nam |
| Năm      | Trận     | Bàn      |
| -------- | -------- | -------- |
| 2019     | 1        | 0        |
| 2021     | 15       | 1        |
| 2022     | 7        | 1        |
| 2023     | 9        | 0        |
| 2024     | 14       | 0        |
| 2025     | 2        | 0        |
| Tổng     | 48       | 2        |

### Bàn thắng quốc tế
Bàn thắng của đội tuyển quốc gia Việt Nam được liệt kê trước.
| #  | Ngày                 | Địa điểm                                        | Đối thủ  | Bàn thắng | Kết quả | Giải đấu     |
| -- | -------------------- | ----------------------------------------------- | -------- | --------- | ------- | ------------ |
| 1. | 12 tháng 12 năm 2021 | Sân vận động Bishan, Bishan, Singapore          | Malaysia | 3–0       | 3–0     | AFF Cup 2020 |
| 2. | 27 tháng 12 năm 2022 | Sân vận động Quốc gia Mỹ Đình, Hà Nội, Việt Nam | Malaysia | 3–0       | 3–0     | AFF Cup 2022 |

#### U-23
| # | Ngày                | Địa điểm                                           | Đối thủ   | Bàn thắng | Kết quả | Giải đấu                                        |
| - | ------------------- | -------------------------------------------------- | --------- | --------- | ------- | ----------------------------------------------- |
| 1 | 26 tháng 3 năm 2019 | Sân vận động Quốc gia Mỹ Đình, Hà Nội, Việt Nam    | Thái Lan  | 2–0       | 4–0     | Vòng loại giải vô địch bóng đá U-23 châu Á 2020 |
| 2 | 1 tháng 12 năm 2019 | Sân vận động tưởng niệm Rizal, Manila, Philippines | Indonesia | 2–1       | 2–1     | SEA Games 2019                                  |

## Danh hiệu
Viettel
- V.League 1: 2020
- V.League 2: 2018

U-22/U-23 Việt Nam
- SEA Games: 2019, 2021

Việt Nam
- Giải vô địch bóng đá ASEAN: 2024
- VFF Cup: 2022

Cá nhân
- Quả bóng vàng Việt Nam: 2021, 2023
- Quả bóng đồng Việt Nam: 2022
- Cầu thủ xuất sắc nhất V.League 1: 2023
- Huân chương Lao động hạng ba: 2025